# David Shemin
David Shemin (* 18. März 1911 in New York, New York; † 26. November 1991 in Woods Hole, Massachusetts) war ein US-amerikanischer Biochemiker. Er ist vor allem für seine Arbeiten zur Biosynthese von Häm, Vitamin B12 und Chlorophyll bekannt, für die er Isotope von Stickstoff und Kohlenstoff verwendete.

## Leben
Shemin studierte am City College of New York, wo er 1932 einen Bachelor in Chemie und in Biologie erhielt. An der Columbia University erwarb er 1932 einen Master in Chemie und 1938 bei Robert M. Herbst einen Ph.D. in Biochemie. Als Postdoktorand arbeitete er bei David Rittenberg an der Columbia University und bei Einar Hammersten am Karolinska-Institut. Anschließend gehörte er zum Lehrkörper der Columbia University, wo er von 1944 bis 1986 blieb. 1968 wechselte Shemin an die Northwestern University. Hier war er von 1974 bis 1979 Leiter (Chairman) der Abteilung für Biochemie und Molekularbiologie sowie von 1975 bis 1987 stellvertretender Direktor des Zentrums für Krebsforschung. 1979 ging er als Professor emeritus in den Ruhestand, war aber noch weiter wissenschaftlich aktiv, unter anderem am Marine Biological Laboratory in Woods Hole, Massachusetts.
1956 und 1970 hatte Shemin ein Guggenheim-Stipendium. 1958 wurde er als Mitglied in die National Academy of Sciences gewählt, 1961 in die American Academy of Arts and Sciences und 1962 als Fellow in die American Association for the Advancement of Science. 1955 war er Harvey Lecturer. Forschungsaufenthalte beziehungsweise Gastprofessuren führten ihn 1958/1959 an das Institut Pasteur nach Paris und Anfang der 1970er Jahre an das Weizmann-Institut für Wissenschaften nach Rechovot. Von 1965 bis 1965 war er Herausgeber des Journal of Biological Chemistry.
David Sherman war seit 1937 in erster Ehe mit Mildred B. Sumpter verheiratet, die 1962 starb. Das Paar hatte zwei Töchter. In zweiter Ehe war Shemin seit 1963 mit Charlotte Former verheiratet.
Fast dreißig Jahre nach seinem Tod werden die Arbeiten Shemins, von denen es mehr als 100 gibt, noch regelmäßig wissenschaftlich zitiert. Laut Datenbank Scopus hat er (Stand Mai 2020) einen h-Index von 24.